# Supersport-Weltmeisterschaft 2001
Die Supersport-WM-Saison 2001 war die dritte in der Geschichte der FIM-Supersport-Weltmeisterschaft. Es wurden elf Rennen ausgetragen.

## Punkteverteilung
Weltmeister wird derjenige Fahrer beziehungsweise der Hersteller, der bis zum Saisonende die meisten Punkte in der Weltmeisterschaft angesammelt hat. Bei der Punkteverteilung werden die Platzierungen im Gesamtergebnis des jeweiligen Rennens berücksichtigt. Die fünfzehn erstplatzierten Fahrer jedes Rennens erhalten Punkte nach folgendem Schema:
| Punkteverteilung | Punkteverteilung | Punkteverteilung | Punkteverteilung | Punkteverteilung | Punkteverteilung | Punkteverteilung | Punkteverteilung | Punkteverteilung | Punkteverteilung | Punkteverteilung | Punkteverteilung | Punkteverteilung | Punkteverteilung | Punkteverteilung | Punkteverteilung |
| ---------------- | ---------------- | ---------------- | ---------------- | ---------------- | ---------------- | ---------------- | ---------------- | ---------------- | ---------------- | ---------------- | ---------------- | ---------------- | ---------------- | ---------------- | ---------------- |
| Platz            | 1                | 2                | 3                | 4                | 5                | 6                | 7                | 8                | 9                | 10               | 11               | 12               | 13               | 14               | 15               |
| Punkte           | 25               | 20               | 16               | 13               | 11               | 10               | 9                | 8                | 7                | 6                | 5                | 4                | 3                | 2                | 1                |

In die Wertung kamen alle erzielten Resultate.

## Rennergebnisse
|    | Datum  | Rennen         | Strecke        | Pole-Position        | Platz 1       | Platz 2              | Platz 3           | Schn. Rennrunde | Gesamtführender Fahrer | Gesamtführender Konstrukteur |
| -- | ------ | -------------- | -------------- | -------------------- | ------------- | -------------------- | ----------------- | --------------- | ---------------------- | ---------------------------- |
| 1  | 11.03. | Spanien        | Valencia       | Fabien Foret         | Pere Riba     | Piergiorgio Bontempi | Christian Kellner | Pere Riba       | Pere Riba              | Honda                        |
| 2  | 22.04. | Australien     | Phillip Island | Paolo Casoli         | Kevin Curtain | Adam Fergusson       | Andrew Pitt       | Iain MacPherson | Kevin Curtain          | Honda                        |
| 3  | 29.04. | Japan          | Sugo           | Paolo Casoli         | Paolo Casoli  | Jörg Teuchert        | Andrew Pitt       | Jamie Whitham   | Pere Riba              | Yamaha                       |
| 4  | 13.05. | Italien        | Monza          | Vittoriano Guareschi | Jamie Whitham | Paolo Casoli         | Karl Muggeridge   | Andrew Pitt     | Paolo Casoli           | Yamaha                       |
| 5  | 27.05. | Großbritannien | Donington      | Vittoriano Guareschi | Paolo Casoli  | Karl Muggeridge      | Jörg Teuchert     | Paolo Casoli    | Paolo Casoli           | Yamaha                       |
| 6  | 10.06. | Deutschland    | EuroSpeedway   | Fabien Foret         | Kevin Curtain | Adam Fergusson       | Andrew Pitt       | Fabien Foret    | Kevin Curtain          | Yamaha                       |
| 7  | 24.06. | San Marino     | Misano         | Iain MacPherson      | Jörg Teuchert | Iain MacPherson      | Paolo Casoli      | Iain MacPherson | Paolo Casoli           | Yamaha                       |
| 8  | 29.07. | Europa         | Brands Hatch   | Jamie Whitham        | Jörg Teuchert | Andrew Pitt          | Jamie Whitham     | Karl Muggeridge | Jörg Teuchert          | Yamaha                       |
| 9  | 02.09. | Deutschland    | Oschersleben   | Fabien Foret         | Fabien Foret  | Pere Riba            | Andrew Pitt       | Jamie Whitham   | Paolo Casoli           | Yamaha                       |
| 10 | 09.09. | Niederlande    | Assen          | Katsuaki Fujiwara    | Paolo Casoli  | Andrew Pitt          | Jamie Whitham     | Jamie Whitham   | Paolo Casoli           | Yamaha                       |
| 11 | 30.09. | Italien        | Imola          | Karl Muggeridge      | Fabien Foret  | Karl Muggeridge      | Jamie Whitham     | Fabien Foret    | Andrew Pitt            | Yamaha                       |

## Fahrerwertung
| 1  | Andrew Pitt          | Kawasaki ZX-6R   | Fuchs Kawasaki        | 149 |
| 2  | Paolo Casoli         | Yamaha YZF-R6    | Yamaha Belgarda       | 147 |
| 3  | Jörg Teuchert        | Yamaha YZF-R6    | Wilbers Suspension    | 135 |
| 4  | Jamie Whitham        | Yamaha YZF-R6    | Yamaha Belgarda       | 106 |
| 5  | Kevin Curtain        | Honda CBR 600    | BKM Honda             | 102 |
| 6  | Pere Riba            | Honda CBR 600    | Ten Kate Honda        | 94  |
| 7  | Karl Muggeridge      | Suzuki GSX-R 600 | Suzuki Alstare Corona | 92  |
| 8  | Fabien Foret         | Honda CBR 600    | Ten Kate Honda        | 90  |
| 9  | Iain MacPherson      | Kawasaki ZX-6R   | Fuchs Kawasaki        | 67  |
|    | Fabrizio Pirovano    | Suzuki GSX-R 600 | DMR Suzuki Italia     | 67  |
| 11 | Piergiorgio Bontempi | Yamaha YZF-R6    | Team Italia Lorenzini | 58  |
|    | Katsuaki Fujiwara    | Suzuki GSX-R 600 | Suzuki Alstare Corona | 58  |
| 13 | Christophe Cogan     | Yamaha YZF-R6    | Saveko Dee Cee Jeans  | 54  |
| 14 | Christian Kellner    | Yamaha YZF-R6    | Wilbers Suspension    | 51  |
| 15 | Adam Fergusson       | Honda CBR 600    | Alpha Technik Castrol | 49  |
| 16 | Vittoriano Guareschi | Ducati 748       | Dienza Ducati Racing  | 43  |
| 17 | Chris Vermeulen      | Honda CBR 600    | Castrol Honda         | 27  |
| 18 | Vittorio Iannuzzo    | Suzuki GSX-R 600 | DMR Suzuki Italia     | 20  |

| 19 | Werner Daemen        | Yamaha YZF-R6    | Yamaha Belgium                 | 19 |
| 20 | Cristiano Migliorati | Honda CBR 600    | BKM Honda                      | 18 |
| 21 | Karl Harris          | Suzuki GSX-R 600 | Crescent Suzuki                | 17 |
| 22 | Dean Thomas          | Ducati 748       | Dienza Ducati Racing           | 15 |
| 23 | Christer Lindholm    | Yamaha YZF-R6    | Yamaha Belgium                 | 12 |
| 24 | Alessio Corradi      | Yamaha YZF-R6    | Italia Alpha Centauri          | 9  |
| 25 | Ivan Goi             | Honda CBR 600    | BKM Racing                     | 7  |
|    | Jan Hansson          | Yamaha YZF-R6    | Saveko Dee Cee Jeans           | 7  |
| 27 | Markus Barth         | Honda CBR 600    | Alpha Technik Castrol          | 5  |
|    | Nello Russo          | Yamaha YZF-R6    | Parimotor                      | 5  |
| 29 | Robbie Baird         | Yamaha YZF-R6    | RadarsTeam Yamaha              | 4  |
| 30 | Jürgen Oelschläger   | Suzuki GSX-R 600 | Steinhausen Racing             | 3  |
|    | Michael Schulten     | Yamaha YZF-R6    | Yamaha Laaks Racing            | 3  |
| 32 | Sébastien le Grelle  | Honda CBR 600    | Moto 1 Honda Elf Dho           | 2  |
|    | Camillo Mariottini   | Ducati 748       | Ducati NCR                     | 2  |
| 34 | Stefano Cruciani     | Yamaha YZF-R6    | Team Italia Lorenzini by Leoni | 1  |
| 35 | Robert Frost         | Yamaha YZF-R6    | Saveko Dee Cee Jeans           | 1  |
| 36 | Scott Smart          | Suzuki GSX-R 600 | Scott Smart Racing             | 1  |

## Konstrukteurswertung
| 1 | Yamaha   | 219 |
| 2 | Honda    | 184 |
| 3 | Kawasaki | 161 |
| 4 | Suzuki   | 127 |
| 5 | Ducati   | 50  |